# Гомес, Альберто (футболист, 1944)
Альбе́рто Го́мес (исп. Alberto Gómez, 10 июня 1944, Уругвай — 17 сентября 2020) — уругвайский футболист, игравший на позиции нападающего. Участник чемпионата мира 1970 года в составе национальной сборной Уругвая.

## Клубная карьера
В 1965 году Гомес дебютировал за команду «Ливерпуль» (Монтевидео) в матче Второго дивизиона против «Прогресо», по итогам этого сезона клуб завоевал продвижение в высший дивизион. В 1969 году он забил гол клубу «Пеньяроль» (2:0), благодаря которому его клуб одержал победу в дерби впервые за 56 матча.
В 1972 году переехал в Мексику, где подписал контракт с «Торреоном». Сезон 1974/1975 годов провёл в «Леонес Негрос». После этого следующий сезон играл в составе «Оро», где сыграл 24 матча в мексиканском чемпионате. В сезоне 1976/1977 годов выступал за «Сан-Луис», в составе которого сыграл 38 матчей и отметился 4-мя голами. Вернулся в Уругвай в клуб «Прогресо», где и завершил карьеру в 1981 году.

## Карьера в сборной
31 марта 1970 года дебютировал в составе национальной сборной Уругвая в товарищеском матче против Перу (2:0). В составе сборной был участником чемпионата мира 1970 года в Мексике. На турнире вышел в стартовом составе в победном четвертьфинале против СССР (1:0), а в дополнительное время его заменил Хулио Сесар Моралес. Его сборная заняла на турнире 4-е место, уступив в матче за 3-е место сборной ФРГ.
В течение карьеры в национальной команде, которая длилась 4 года, провёл в её форме 7 матчей.